# Taisuke Itagaki
Taisuke Itagaki (jap. 板垣 退助 Itagaki Taisuke; ur. 21 maja 1837, zm. 16 lipca 1919) – hrabia, japoński polityk, przywódca Ruchu na rzecz Wolności i Praw Człowieka (Jiyū-minken-undō), który przekształcił się w pierwszą japońską partię polityczną.

## Młodość
Taisuke Itagaki urodził się w średniozamożnej rodzinie wywodzącej się z klasy samurajów prowincji Tosa (obecnie prefektura Kōchi). Po studiach w Kōchi i Edo (obecnie Tokio), został doradcą (soba-yōnin) daimyō prowincji Tosa, Toyoshige Yamauchiego. 
W 1861 r. przejął odpowiedzialność za sprawy wojskowe w przedstawicielstwie swojej prowincji w stolicy Edo. Sprzeciwiał się oficjalnej polityce swojej domeny, zmierzającej do porozumienia pomiędzy dworem cesarskim a siogunami z rodu Tokugawa. Z tego też powodu oraz pod wpływem spotkań z Takamorim Saigō z prowincji Satsuma, poparł wykorzystanie sił zbrojnych prowincji Tosa do obalenia siogunatu. W trakcie wojny boshin, stał się jedną z najważniejszych postaci politycznych z prowincji Tosa. Po upadku siogunatu, wszedł w skład rządu Meiji.

## Od urzędnika w rządzie Meiji do zwolennika liberalizmu
W 1869 r. Itagaki został powołany do Rady Państwa. Uczestniczył w pracach nad kilkoma istotnymi reformami, np. nad ustawą znoszącą system feudalny (likwidacja lenn) w roku 1871. Podczas tzw. misji Iwakury (podróży dyplomatycznej szefa rządu po świecie), Itagaki kierował pracami rządu.
Jednak, w 1873 r. odszedł z rządu Meiji w przejawie protestu przeciwko rządowej polityce sankcji wobec Korei, a także - przeciwko dominacji w rządzie polityków z prowincji Chōshū i Satsuma.
W 1874 r. Itagaki, wspólnie z: Shōjirō Gotō, Shimpei Etō oraz Taenomi Soejimą, założył Powszechną Partię Patriotów (Aikoku-kōtō). Na konferencji założycielskiej oświadczył:
"My, trzydzieści milionów Japończyków, jesteśmy w równym stopniu obdarzeni pewnymi niezbywalnymi prawami, wśród których można wymienić: prawo do radości i ochrony życia oraz wolności, prawo do nabywania i posiadania majątku, prawo do godziwych zarobków oraz dążenia do szczęścia. Natura obdarzyła tymi prawami wszystkich ludzi, dlatego nie mogą być one odebrane przez żadną władzę ludzką."
Powyższe antyrządowe stanowisko zyskało poparcie przedstawicieli klasy samurajów, wiejskiej arystokracji (która sprzeciwiała się scentralizowanemu systemowi podatkowemu) oraz chłopów (którzy byli niezadowoleni z wysokich cen produktów żywnościowych oraz niskich płac). Działalność Itagaki'ego na rzecz liberalizmu sprawiła, że stał się on równoprawną ideologią na japońskiej scenie politycznej. Itagaki stanął na czele demokratycznych przemian. 
Taisuke Itagaki oraz jego zwolennicy powołali szereg organizacji, które starały się połączyć etos (kodeks) samurajski z zachodnim liberalizmem. Poza tym, jego partia domagała się utworzenia Zgromadzenia Narodowego, uchwalenia pisanej konstytucji oraz ograniczenia samowoli rządu w sprawowaniu władzy. Do stowarzyszeń, które popierały postulaty Itagaki'ego, należały: Stowarzyszenie Zdeterminowanych (Risshi-sha) i Społeczność Patriotów (Aikoku-sha). Po wydobyciu się z początkowej stagnacji, w 1878 r. Aikoku-sha rozpoczęli aktywną działalność polityczną, jako ugrupowanie wchodzące w skład Ruchu na rzecz Wolności i Praw Człowieka. Działalność Ruchu spotkała się z ostrą krytyką ze strony rządu oraz jego zwolenników. W 1882 r. członek prawicowej organizacji bojowej próbował zgładzić Taisuke Itagakiego. Po nieudanym zamachu japoński liberał podobno powiedział, że "Itagaki może umrzeć, ale wolność - nigdy!"

## Przywództwo w Partii Liberalnej
Członkowie rządu spotkali się na konferencji w Osace w roku 1875. Udało im się namówić Taisuke Itagakiego, aby powrócił do Rady Państwa. Jednak kilka miesięcy później zrezygnował on ze stanowiska, w proteście przeciwko nadmiernej koncentracji władzy w rękach Rady Starszych (Genrō-in). 
W 1881 r. Taisuke Itagaki, wraz z Morikazu Numą, założyli Partię Liberalną (Jiyū-tō). Stronnictwo to, razem z Partią Reform Ustrojowych (Rikken-kaishin-tō), stało na czele ogólnokrajowych protestów w latach 1880–1884. 
W tym okresie doszło w partii do rozdźwięku pomiędzy przedstawicielami klasy niższej a arystokratycznym kierownictwem ugrupowania. Przedmiotem kontrowersji stała się również podróż Taisuke Itagakiego do Europy. Opinia publiczna uważała, że wyprawę sfinansował rząd. Później okazało się, że koszty podróży pokryła spółka Mitsui. Mimo to, pozostały podejrzenia, że Itagaki utrzymuje nieoficjalne kontakty z rządem. W rezultacie, wyłoniły się różne radykalne odłamy partii, które zburzyły jedność w ugrupowaniu i w całym ruchu liberalnym. W 1884 r., gdy w Japonii wprowadzono nowy system tytułów szlacheckich (kazoku), Taisuke Itadakiemu zaproponowano tytuł hrabiego (hakushaku). Itagaki zgodził się przyjąć nobilitację pod warunkiem, że tytuł nie zostanie odziedziczony przez jego potomków.
Partia Liberalna rozwiązała się 20 października 1884 r. Została odtworzona (pod szyldem Rikken-jiyū-tō) na krótko przed ustanowieniem Zgromadzenia Narodowego w 1890 r. 
W kwietniu 1896 r. Itagaki został zaprzysiężony w drugim rządzie premiera Hirobumiego Itō. Piastował w nim stanowisko ministra spraw wewnętrznych. W 1898 r., Itagaki poparł wizję utworzenia Partii Konstytucjonalistów (Kensei-tō; 1898-1900), przedstawioną przez Shigenobu Ōkumę. 
Wkrótce powołano pierwszy w Japonii rząd, złożony wyłącznie z przedstawicieli partii politycznych. Ōkuma objął urząd premiera, natomiast Itagaki pozostał na stanowisku ministra spraw wewnętrznych. Gabinet upadł po kilku miesiącach rządów, na skutek kłótni pomiędzy frakcjami. Klęska rządu wykazała niedojrzałość ówczesnej demokracji parlamentarnej w Japonii.
Itagaki wycofał się z życia publicznego w 1900 r. i poświęcił pisarstwu, choć po odbyciu dwóch podróży na Tajwan w 1914 r. zaangażował się w walkę o prawa polityczne dla mieszkańców wyspy i był współzałożycielem Tajwańskiego Stowarzyszenia na rzecz Asymilacji. Zmarł w 1919 r.

## Dorobek

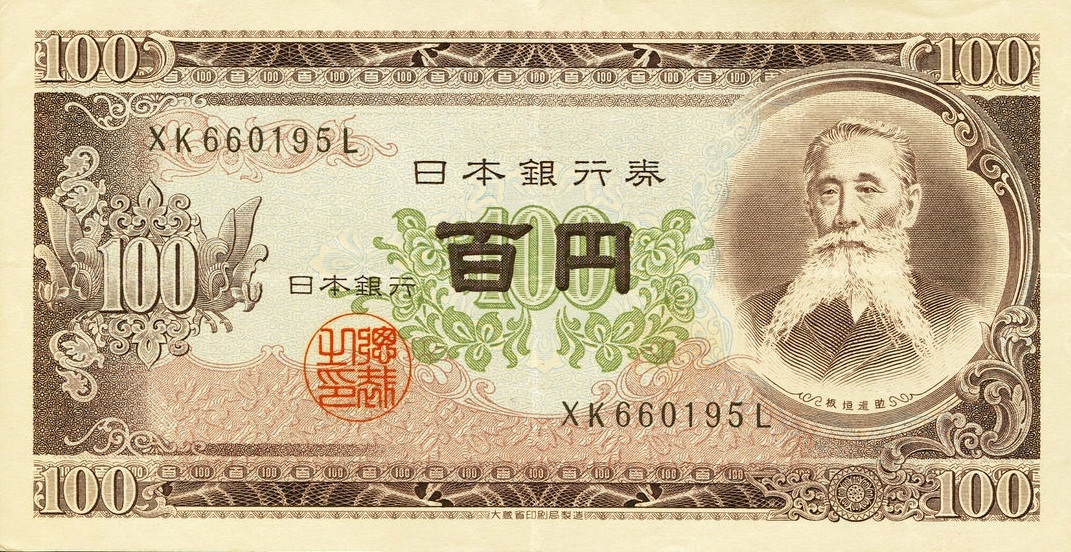
Podobizna Taisuke Itagakiego na banknocie 100 jenów

Itagaki jest uważany za pierwszego przywódcę partyjnego w Japonii (w okresie restauracji Meiji). Był też jednym z głównych przedstawicieli ruchu liberalnego w tym kraju. Pośmiertnie uhonorowano go szlacheckim tytułem hrabiego (hakushaku).
Podobizna Itagakiego widniała na, emitowanych przez Bank Japonii, starych banknotach o nominale 50 senów oraz 100 jenów.